# Diálogo del cazador y del pescador
El Diálogo del cazador y del pescador, cuyo título completo es Diálogo poético entre un caballero cazador y un pescador anciano es una obra publicada en la imprenta de Zaragoza de Jorge Coci en 1539, y escrita por Fernando Basurto, autor de otras obras como el libro de caballerías titulado Florindo de la extraña ventura.
Se trata de un diálogo en el que el autor reivindica el arte de la pesca frente a la brutalidad de la caza. Su importancia radica en ser la primera referencia escrita sobre el montaje de una mosca de pesca en España. En ella se explica por primera vez el proceso de montaje de una mosca, y describe el proceso utilizando anzuelos de paleta, sedas para el cuerpo y plumas de capón para imitar las alas.
Con ella pretende acercar la pesca a la nobleza, presentándola como un entretenimiento pacífico, siguiendo la corriente de otros textos similares europeos. Para ello utiliza las figuras de un sabio, anciano y humilde pescador, y la de un joven burgués.
La obra está dedicada a Pedro Martínez de Luna y Urrea, virrey de Aragón, de Cataluña y de Valencia, y I conde de Morata de Jalón. Fue reeditada en el año 1990 por el Instituto de Estudios Altoaragoneses, dependiente de la Diputación Provincial de Huesca.